# دانشکده هنرهای زیبای فلورانس
دانشکده هنرهای زیبای فلورانس (Accademia di Belle Arti di Firenze) یک آموزشگاه هنر در فلورانس در توسکانی، مرکز ایتالیا است. این آموزشگاه را کوزیمو د مدیچی اول در ۱۵۶۳ تحت تأثیر جورجو وازاری بنا کرد. میکل‌آنژ، بن‌ونوتو چلینی و دیگر هنرمندان نامی با این آموزشگاه در ارتباط اند. این دانشکده زیر نظر وزارت آموزش و پژوهش ایتالیا است.